# Bob van Oorschot
Hubert Johan (Bob) van Oorschot (Medan, Sumatra, 30 december 1919 – 's-Gravenhage, Waalsdorpervlakte, 29 februari 1944) was een Nederlands verzetsstrijder tijdens de Tweede Wereldoorlog.

## Biografie
Bob van Oorschot werd geboren in Medan, als zoon van Pierre August Marie van Oorschot en Anna Marie Lafère. In 1924 overleed zijn moeder, waarna zijn vader hertrouwde. Van Oorschot werd samen met zijn broer Leo naar Nederland gestuurd. Zijn vader en stiefmoeder kwamen in 1932 naar Nederland, waarna het gezin in Den Haag ging wonen. Van Oorschot deed de opleiding werktuigbouwkunde aan de Polytechnische School in Den Haag. Daarna ging hij aan de slag als arbeidscontractant bij het Rijksbureau voor Non-Ferro Metalen. 
Samen met zijn vriend Ton Hegge werd Van Oorschot lid van de verzetsgroep Oranje Vrijbuiters. In augustus 1943 werd hij gearresteerd toen hij aanbelde bij het hoofdkwartier van de organisatie in Utrecht. Daar had enkele dagen eerder een inval plaatsgehad. Hij werd overgebracht naar het Oranjehotel in Scheveningen. In de weken erna volgden meer arrestaties. In november 1943 werd ook Hegge gearresteerd, die in de cel bij Van Oorschot terechtkwam.
Op 28 februari 1944 volgde een proces door het polizeistandgericht, waarbij 18 Oranje Vrijbuiters, onder wie Van Oorschot en Hegge, ter dood werden veroordeeld. De groep werd op 29 februari 1944 op de Waalsdorpervlakte gefusilleerd.
Na de oorlog vond een herbegrafenis plaats op Begraafplaats Tolsteeg in Utrecht. De achttien verzetsstrijders werden begraven in negen graven. Van Oorschot deelt een graf met Hegge. Op 10 mei 1947 werd aldaar een monument onthuld.

## Eerbetoon
- Zijn naam staat vermeld op de Erelijst van Gevallenen 1940-1945.[7]
- Zijn naam staat vermeld op het Monument voor de Oranje Vrijbuiters.[8]
- Zijn naam staat vermeld op het digitaal Monument Oranjehotel.[9]